# Nejc Zaplotnik
Jernej (Nejc) Zaplotnik, slovenski alpinist, * 15. april 1952, Kranj, † 24. april 1983 pod ledenim plazom, ki se je zrušil z južne stene Manasluja v Himalaji.
Osnovno šolo in gimnazijo (1967–1971) je obiskoval v Kranju, v Ljubljani študiral psihologijo na Filozofski fakulteti (1971–1972) in (deloma ob delu) na Fakulteti za telesno kulturo (od 1975, absolvent 1983). Služboval je od leta 1972 do leta 1975 (z enoletnim presledkom) v Kranju na SDK, od leta 1975 do leta 1980 bil učitelj športne vzgoje na OŠ Stane Žagar. 
Alpinizmu se je posvečal od 1969 in se mu povsem podredil. Uvrstil se je med najuspešnejše slovenske alpiniste svoje generacije. Opravil je nad 350 vzponov vseh težavnostnih stopenj po Evropi, Afriki in Severni Ameriki. Veliko je plezal sam, izvedel več kot 30 prvenstvenih vzponov doma in na tujem, nekaj zahtevnih zimskih ponovitev in več ekstremnih smučarskih spustov. Med najpomembnejšimi plezalskimi dosežki sta na primer: prva zimska ponovitev Trikota in prvenstveni vzpon (Jernejev steber) v severni steni Dolgega hrbta, Salathe v južni steni El Capitana (ZDA). Bil je med redkimi na svetu, ki so se povzpeli na tri osemtisočake: Makalu (1975), Gašerbrum (1977) in Everest (1979), vse po novih prvenstvenih smereh. 
Uveljavil se je kot organizator, mentor mladim, od 1970 sodeloval pri Gorski reševalni službi, 1979 bil inštruktor na tečaju za gorske vodnike v Nepalu.
Od 1972 je pisal plezalske potopise v Planinski vestnik, kritične misli v Alpinistične razglede, nekaj člankov je objavil tudi drugod. Vrh njegovega pisanja je razmišljujoča izpovedna knjiga Pot.